# Asim Zeneli
Asim Zeneli (Progonat, 3 maggio 1916 – Mezhgoran, 2 luglio 1943) è stato un militare e partigiano albanese.

## Biografia
Nacque il 3 maggio (secondo altre fonti il 17 marzo) 1916 nel villaggio di Progonat, presso Kurvelesh nel Principato d'Albania. Nel 1930 iniziò a studiare presso la Scuola militare di Tirana ma in seguito alla sua chiusura nel 1933 passò al liceo civile; nel 1936 vinse una borsa di studio dal governo albanese per proseguire gli studi militari presso l'Accademia militare di Modena, in Italia, e prestò servizio tra i Cacciatori d'Albania nel Battaglione "Dajti"; in Italia si rese protagonista di alcune proteste, venendo anche arrestato nel 1939. Tornato in Albania nel 1941, fu assegnato in varie città e il 31 marzo 1943, insieme a Pano Xhamballo e altri compatrioti, disertò per unirsi all'Esercito di Liberazione Nazionale, divenendo inoltre membro del Partito Comunista. Assegnato inizialmente al Plotone "Koto Hoxhi", gli fu poi assegnato il comando del Plotone "Hajredin Tremishi". Dopo aver teso un'imboscata ad un convoglio italiano, rimase ucciso nei pressi di Mezhgoran il 2 luglio 1943.

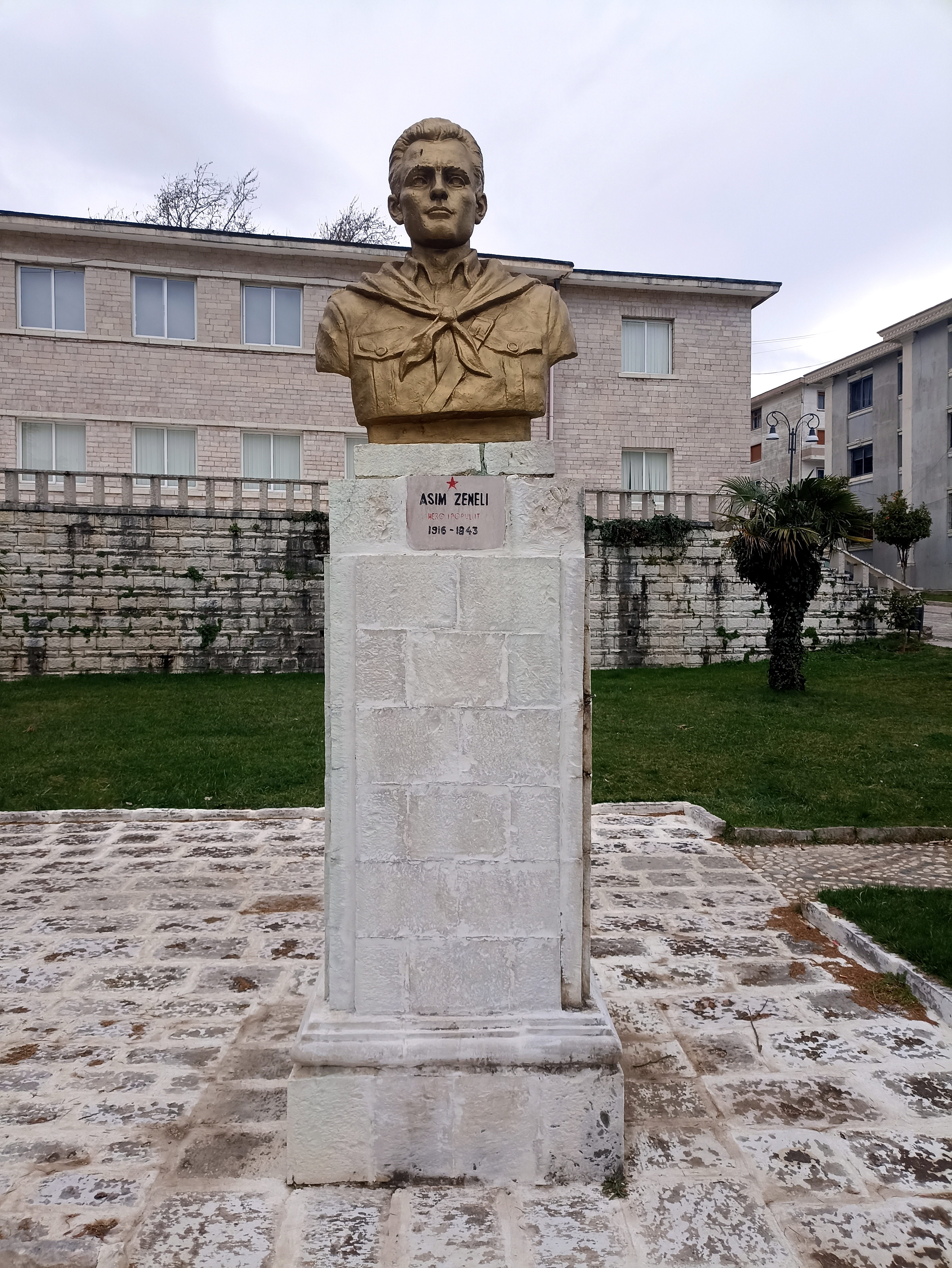
Busto ad Asim Zeneli a Tepelenë.

Dopo la guerra fu insignito dell'onorificenza di Eroe del Popolo e alla sua memoria è stato dedicato un liceo di Argirocastro oltre che un busto a Tepelenë. Inoltre un villaggio ricompreso nella frazione di Antigonë porta il suo nome. Un dipinto della battaglia di Mezhgoran è stato realizzato nel 1969 da Guri Madhi ed è custodito nella collezione della Galleria nazionale d'arte di Tirana.